# Porto Amboim
Porto Amboim é uma cidade e município da província do Cuanza Sul, em Angola.
Tem cerca de 137 mil habitantes e 3 646 km². É limitado a norte pelo município da Quissama, a leste pelos municípios de Quilenda e Amboim, a sul pelo município do Sumbe, e a oeste pelo Oceano Atlântico.
O município possui, além da comuna-sede, que também conserva o nome de Porto Amboim, a comuna de Capolo.

## Geografia
Porto Amboim está assentada às margens da baía do Quissonde (anteriormente baía de Benguela-a-Velha), que é toda massa d'água entre a península Ponta do Morro (ou de Quissonde; na própria cidade de porto Amboim) e o Cabo das Três Pontas, mais ao norte.
As fontes de água doce da urbe são o pequeno rio Denda, os lagos Tortombo (uma planície alagadiça no centro da cidade) e dos Veados, e o grande rio Rio Cuvo-Queve, que tem sua foz no distrito urbano periférico de Pinda-Caputo (também chamado de Foz do Queve).

## História
No local da actual cidade existia uma ombala chamada "Quissonde" que, à época da chegada dos portugueses, tinha como soberano um rei de nome Angola Mussungo. Os portugueses tentaram colonizar a região em 1587, fundando a povoação de Benguela-a-Velha, e construindo um fortim de madeira.
Em 1615, Filipe II de Portugal, no contexto da União Ibérica, por ato legal, separou as terras ainda sob pleno domínio do Reino de Benguela da capitania de Angola (ou de Luanda), para a criação da Capitania de Benguela. A capitania teve como sede justamente Benguela-a-Velha, por cerca de dois anos, até verificar-se a necessidade de presença colonial mais efetiva ao sul, no povoado de Ombaca na baía das Vacas, onde estava o centro político do reino de Benguela (já um reino vassalo), localidade esta que posteriormente tornou-se a cidade de Benguela. A mudança da sede colonial representou o abandono subsequente de Benguela-a-Velha. Esta também foi a primeira vez que Porto Amboim foi capital.
O abandono dos portugueses fez com que forças coloniais rivais encontrassem local propício para instalação de uma de suas principais guarnições durante a ocupação neerlandesa de Angola. Durante as batalhas da reconquista de Angola a Benguela-a-Velha foi retomada pelos portugueses sem confronto, já que os neerlandeses haviam abandonado a localidade por estarem em menor número.
Mesmo após a retomada do posto militar dos neerlandeses em 1648, Portugal abandonou o local em seguida, somente voltando para lá definitivamente em 1771, quando reergueram a povoação, ainda com o nome de Benguela-a-Velha.
Em 1870 a localidade ganha o título de freguesia civil e, em 1912, é instalado o município, transformando-a, em 1917, em sede do recém-criado distrito de Cuanza Sul, servindo de apoio à colonização do planalto do Amboim.
Por esta época, em 3 de setembro de 1910, foi criada a estação postal de Benguela-a-Velha, por portaria provincial assinada pelo então Governador-Geral de Angola José Augusto Alves Roçadas. A estação postal tinha a categoria de terceira classe, ficando a cargo do regedor da povoação.
O concelho de Benguela-a-Velha, integrado no distrito de Cuanza-Sul, foi criado pela portaria provincial nº 49, de 20 de fevereiro de 1919, sendo a estação postal elevada no ano seguinte à categoria de segunda classe, passando a denominar-se Estação Telégrafo-Postal de Benguela-a-Velha.
Porto Amboim está directamente ligado ao advento da cultura do café, desenvolvendo-se desde os anos 1920 graças a esse cultivo. A importancia da cultura foi tão grande no planalto do Amboim, que a cidade tornou-se o grande centro exportador do produto, quando foi ligada a Gabela pelo atualmente inativo Caminho de Ferro do Amboim, construído entre 1922 e 1925, numa extensão de 123 quilómetros, em via de gabarito reduzido.
Em 10 de setembro de 1923 Benguela-a-Velha é elevada à categoria de vila com o nome de Porto Amboim. Existe uma carta geográfica que parece conter um plano de instalação de uma retícula para o povoado: o "Reconhecimento Hidrográfico da Baía de Benguela Velha, Costa Ocidental D’África", de 1924, que deve corresponder à fase de surto cafeeiro. No entanto, as fotografias da época mostram apenas um modestíssimo povoado, incipiente, ligado ao pequeno cais do areal e à ferrovia.
Em 1955 perde a condição de capital distrital para o Sumbe e, somente em 15 de janeiro de 1974, passou plenamente à categoria de cidade.

## Infraestrutura

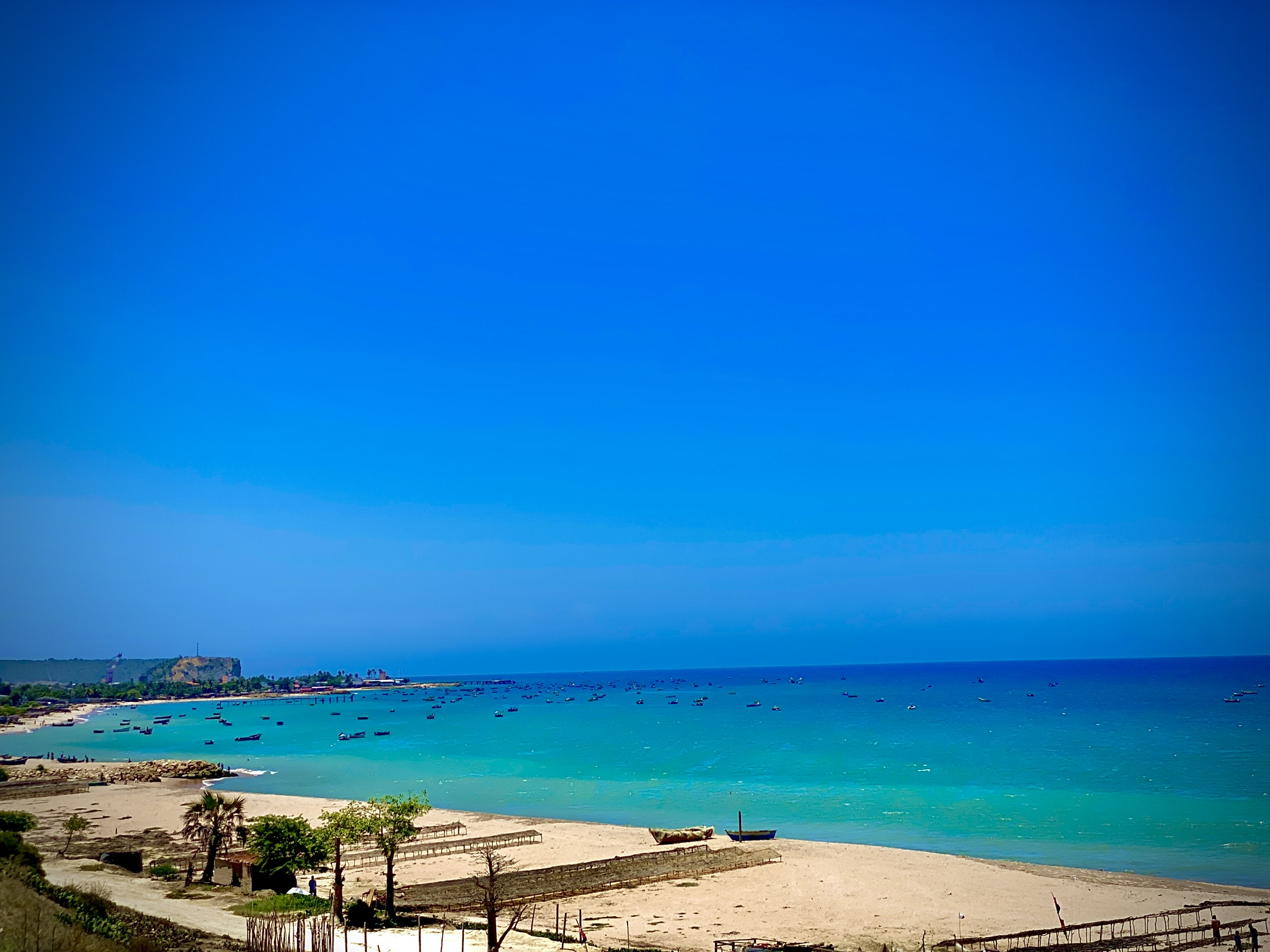
Praia dos Pescadores, ao norte da cidade de Porto Amboim, em 2022.

### Transportes
A principal via de ligação do Porto Amboim ao restante o território angolano é a rodovia EN-100. Por meio desta a cidade conecta-se ao Sumbe, ao sul, e; ao Cabo Ledo, ao norte.
A cidade também dispõe de uma facilidade logística vital, o Porto do Cuanza Sul (antigo Porto de Benguela Velha ou Porto de Porto Amboim), localizado na baía do Quissonde. Foi por muito tempo a testa do, atualmente inativo, Caminho de Ferro do Amboim.
A cidade também dispõe de um aeródromo, o Aeroporto de Porto Amboim, que opera somente voos domésticos.

## Cultura e lazer
O município conta com a equipa futebolística Club Naval de Porto Amboim.